# Guiselyne Isenbrant
Guiselyne Isenbrant (? - Ieper, 18 augustus 1660), echtgenote van Jan Lievekindt, was een slachtoffer van de heksenvervolging in Europa. Zie stierf de vuurdood in Ieper.

## Vooronderzoek
Guiselynes proces startte eind 1659 met een gerechtelijk vooronderzoek door het leenhof van Belle. De beschuldigingen waren vaag en onduidelijk. Getuigen zegden dat zij dikwijls een zwarte kat aan haar huis zagen lopen. Die kat had ook eens een paard opgeschrikt. Andere getuigen hadden gezien dat zij haar kaastafel met vlas en 'clessen' (klossen) had bekleed zodat de muizen er niet op konden klimmen. Iemand verklaarde dat zijn molen op onverklaarbare wijze slechts twee en een half jaar had gedraaid. Iemand anders had Guiselyne 's nachts in het water zien plassen en nog iemand zag hoe haar dochter Marie 's nachts enkele passen vooruit sprong of vloog. Er was ook een getuige die beweerde dat moeder en dochter hem eens 'oneerlijck' aanraakten. Getuigen bevestigden Guiselynes jarenlange heksenfaam. Mensen en dieren waren ziek geworden na contact met haar. Ofwel stierven ze, ofwel waren ze genezen na kerkelijke belezingen. Guiselyne werd in verband gebracht met de wormen die men had gevonden in de ingewanden van een dode koe, ook met de rotte ingewanden van Marthijnken de Raedt die door een chirurgijn was opengesneden. Ten slotte had men in haar kamer een verdacht poeder gevonden. De bewijzen waren zo mager dat de Raad van Vlaanderen op 16 februari 1660 stelde dat het leenhof meer bewijzen moest zoeken als het de zaak wilde voortzetten. Jan Lievekindt, de echtgenoot van Guiselyne, vorderde op 20 februari 1660 de nietigverklaring van alle procedures omdat de voorschriften bij het getuigenverhoor niet waren gerespecteerd. De Raad van Vlaanderen ging hier niet op in, maar vroeg dat het leenhof voortaan de ordonnantie van 22 januari 1608 op de heksenvervolging strikt zou naleven.

## Duivelstekens
Zogezegd op voorstel van Guiselyne, besloot het leenhof tot een onderzoek naar een duivelsteken. Dit onderzoek werd uitgevoerd door Jan Noorman, de beul van Duinkerke, die ermee pochte 'dat hij al duizenden heksen had verbrand'. De beul vond wel drie duivelstekens. Hij dreef er telkens een speld in tot aan de kop zonder dat Guiselyne iets voelde en zonder dat er bloed uit kwam. Guiselyne moest dus een heks zijn. De beul zag bovendien aan haar 'vlammende ogen' dat zij een verbond met de duivel had gesloten.
Guiselynes man en haar kinderen, Nicolas en Marie, vroegen opnieuw de nietigverklaring bij de Raad van Vlaanderen omdat de ordonnantie van 1608 niet was nagekomen. Zo mocht het lichaamsonderzoek niet door een beul maar door een dokter in de geneeskunde en een chirurgijn gevoerd worden. Op 27 juli 1660 schorste de Raad de zaak bij het leenhof en besliste tot evocatie, d.i. de dagvaarding voor een andere rechtbank. Alle processtukken moesten worden overgemaakt aan de advocaten van de Raad en Gillyne moest naar het Gravensteen in Gent worden overgebracht.

## Snelrecht
Guiselyne geraakte nooit in Gent. Toen de schepenen van Belle en het leenhof lucht kregen van de beslissing van de Raad van Vlaanderen, kwamen zij overeen dat zij de zaak snel zelf zouden afhandelen. Dezelfde nacht reeds werd Guiselyne door de beul van Duinkerke gefolterd met de halsband. Onder druk van de pijnigingen bekende zij allerlei relaties met de duivel. Kort daarop werd het doodvonnis uitgesproken. Op 18 augustus 1660 werd Guiselyne levend verbrand. Wat restte van haar lichaam werd op een rad tentoongesteld en viel ten prooi aan roofvogels en ongedierte.
Nog tijdens de foltering was het evocatiebevel van de Raad van Vlaanderen door een gerechtsdeurwaarder betekend, maar de magistraten van Belle lieten de foltering doorgaan 'omdat de zaak reeds opgestart was'. Jan Lievekindt, Guiselynes man, kon alleen postuum nog de nietigheid van het uitgevoerde vonnis aanvragen. De Raad van Vlaanderen willigde het verzoek in en stond toe dat Guiselynes lichaam van het rad werd weggenomen en in gewijde grond begraven. Op 14 november 1670, na bijna 10 jaar proces, werden de eigengereide magistraten van Belle door de Raad van Vlaanderen tot een geldboete veroordeeld.